# Füzesabony (nádraží)
Füzesabony je železniční stanice v maďarském městě Füzesabony, který se nachází v župě Heves. Stanice byla otevřena v roce 1870, kdy byla zprovozněna trať mezi Hatvanem a Miškovcem.

## Historie
Stanice byla otevřena v roce 1870, kdy byla zprovozněna trať mezi městy Hatvan a Miškovec. V roce 1872 byla otevřena trať do Egeru. V roce 1891 byla do stanice napojena trať z Debrecína přes Tiszafüred.

## Provozní informace
Stanice má celkem 4 nástupiště a 7 nástupních hran. Ve stanici je možnost zakoupení si jízdenky a je elektrifikována střídavým proudem 25 kV, 50 Hz. Provozuje ji společnost MÁV.

## Doprava
Stanice je jediným nádražím ve městě. Zastavují zde 2 páry mezinárodních expresů do Košic. Dále zde jezdí nebo končí několik vnitrostátních vlaků InterCity na trase Budapešť–Miškovec (–Sátoraljaújhely) či zde zastavují okružní InterCity (maďarsky Kör-IC) z Budapest-Nyugati pu. přes Szolnok, Debrecín, Nyíregyházu, Miškovec do Budapest-Keleti pu. Osobní vlaky odsuď jezdí do Hatvanu, Debrecína, Egeru a Miškovce.

## Tratě
Stanicí procházejí tyto tratě:
- Hatvan–Miškovec–Szerencs–Sátoraújhely (MÁV 80)
- Füzesabony–Eger (MÁV 87a)
- Debrecín–Tiszafüred–Füzesabony (MÁV 105)

## Galerie

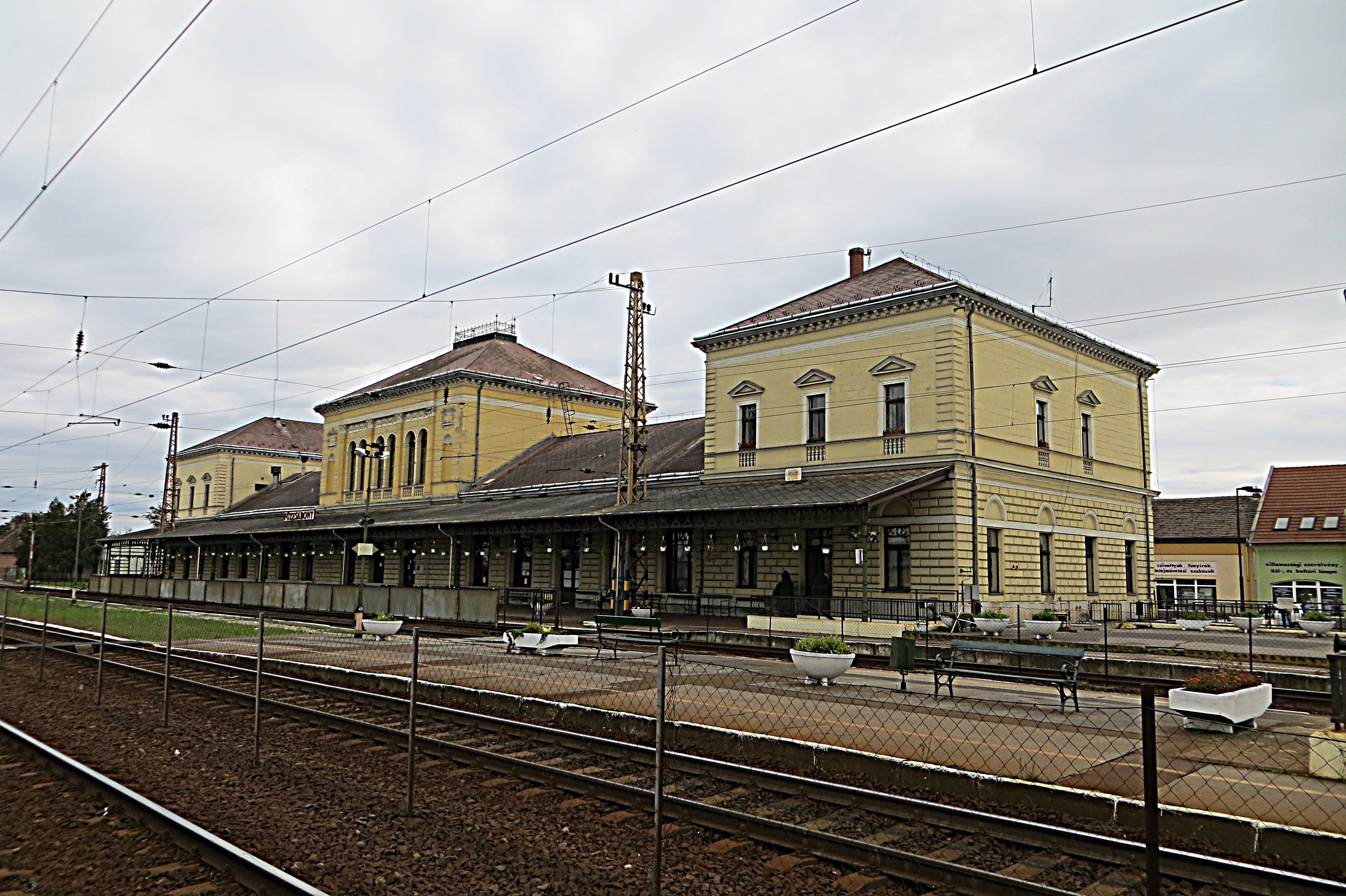
Pohled na staniční budovu.
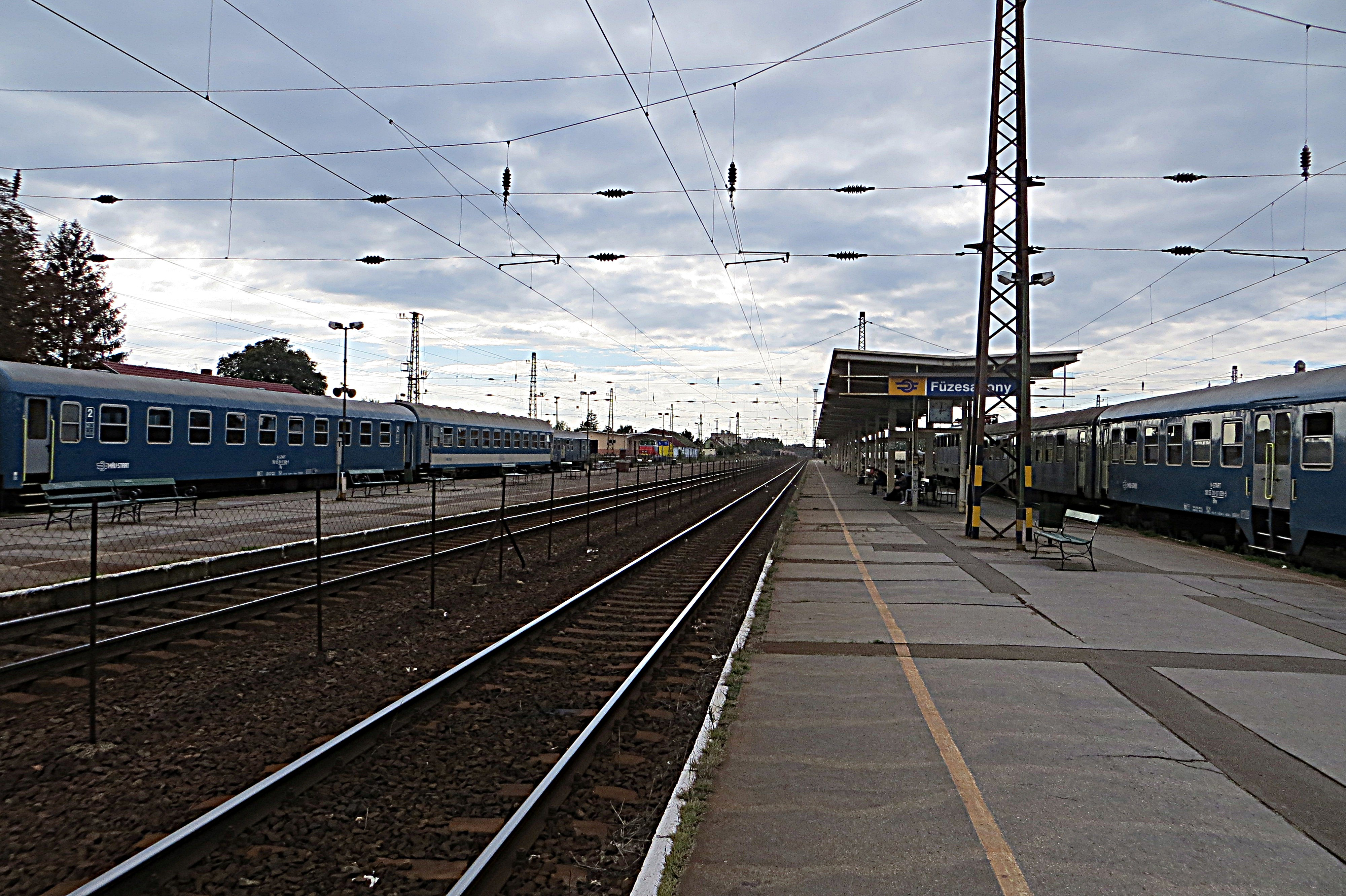
Pohled na nástupiště.
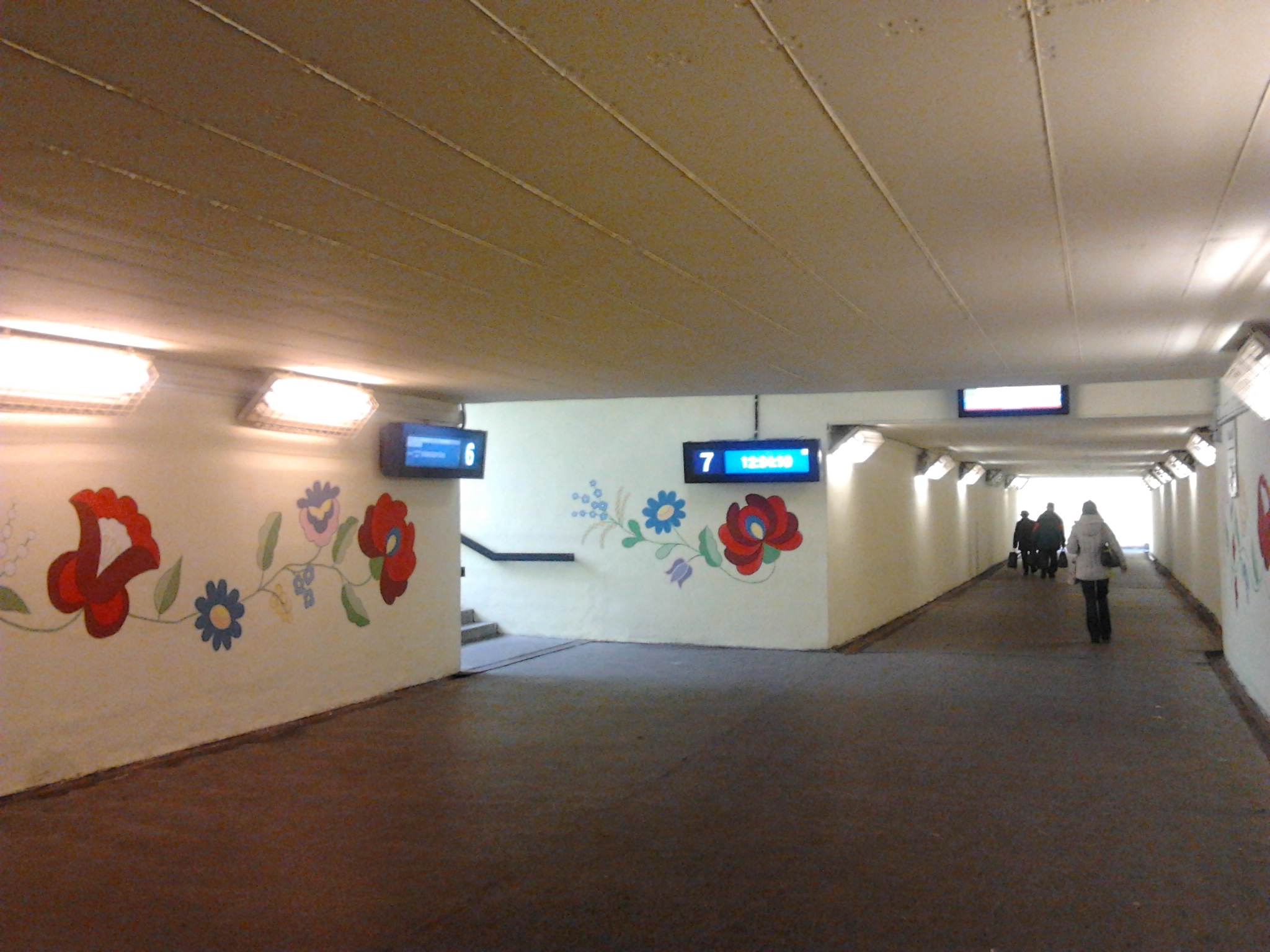
Pohled do podchodu.